# Kolonia Żuchowice
Kolonia Żuchowice (prononciation [kɔˈlɔɲa ʐuxɔˈvit͡sɛ]) est une localité de la gmina de Gorzkowice, du powiat de Piotrków, dans la voïvodie de Łódź, située dans le centre de la Pologne.
Elle se situe à environ 3 kilomètres à l'ouest de Piotrków Trybunalski (siège de la gmina), 22 kilomètres au sud de Piotrków Trybunalski (siège du powiat) et 64 kilomètres au sud de Łódź (capitale de la voïvodie).

## Histoire
Avant 2011, la localité s'appelait Żuchowice-Kolonia 

## Administration
De 1975 à 1998, la localité était attachée administrativement à l'ancienne voïvodie de Piotrków.

Depuis 1999, elle fait partie de la nouvelle voïvodie de Łódź.